# Acacia isenbergiana
Acacia isenbergiana é uma espécie de leguminosa do gênero Acacia, pertencente à família Fabaceae.